# Березюк Микола
Микола Березюк (псевдо: «Морозенко») (*1912, с. Мар'янівка, Хмельницький район, Хмельницька область — † 19 грудня 1945, між с. Сукіль і Козаківка Болехівської міської ради Івано-Франківської області) — командир сотні УПА «Хорти».

## Життєпис
Народився 1912 року в с. Мар'янівка Проскурівського повіту Подільської губернії (тепер Хмельницького району Хмельницької області). Працював учителем у с. Антонівці Шумського р-ну Тернопільської обл.. Восени 1943 р. з групою добровольців прибув на терени Калуської округи ОУН, був вояком вишкільного куреня УНС «Гайдамаки», далі — інструктором-вишкільником самооборонних відділів, а з березня по липень 1944 р. — Старшинської школи «Олені-1». Далі призначений командиром рою сотні «Заграва» (командир — Роман Мончаківський «Ромко») у Групі «Магура» ВО4 «Говерля» УПА-Захід, а наприкінці осені 1944 р.  переведений до сотні «Хорти» (командир Казимир Яворський «Бей») Групи «Магура».
Після поранення командира «Бея» 11 грудня 1945 р. перебрав командування сотнею «Хорти» (відділ 87). 
Загинув у бою 19 грудня 1945 р. між с. Сукіль і Козаківка Болехівського району Станіславської області (тепер — Болехівської міської ради Івано-Франківської області). 
Булавний (?), посмертно наданий ступінь старшого булавного (Наказ ч.1/16 16 серпня 1946]).